# Domta
Domta är en by i Österunda socken i Enköpings kommun i södra Uppland.
Byn består av enfamiljshus samt bondgårdar.
Domta omnämns första gången i historiska källor 1335 då ortnamnet skrivs Dompta. Källan är ett bytesbrev utfärdat av Gregers Magnusson (Bjälboättens oäkta gren) som detta år bytte till sig jord i Domta av ärkebiskop Peter Filipsson. Under 1500-talet består byn av 5 mantal skatte och ett mantal frälsejord.

## Oroligheterna i Domta
Domta by är känd bland annat på grund av oroligheter den 12 maj 1845 (annandag pingst), då en religiös sammankomst hölls hos Anders Persson i Domta. Sammankomsten leddes av Olof Jonsson, som företrädde den så kallade Erik-Jansismen. Bakgrunden till oroligheterna var att Olof Jonsson, tillsammans med sin familj, i början av 1845 flyttat från Stenbo i Forsa socken, Hälsingland till Klockaregården i Österunda. Han vitaliserade det så kallade läseriet i Österunda-Torstunaområdet och blev föremål för de kyrkliga myndigheternas uppmärksamhet.
Vid sammankomsten på annandag pingst 1845 hos Anders Persson i Domta trängde en stor grupp ortsbor in i lokalen under det att Olof Jonsson var i färd med att läsa kapitlen 3–5 i Johannesevangeliet. Ortsborna leddes av en kyrkvärd samt av en före detta nämndeman, vilka båda hade döttrar som gått över till Erik-jansismen. Den uppretade folkhopen tog sig in genom såväl dörrar som fönster och attackerade de församlade med bland annat slag mot huvudet. Efter en stund anlände länsmannen och läget lugnade ner sig. Ortsborna erkände att de med våld försökt avbryta läsarsammankomsten och saken anmäldes till domstol. Angriparna dömdes slutligen vid tinget i Karleby tingshus.
För erik-jansarna fick oroligheterna till följd att Olof Jonsson bedömdes vara den drivande kraften. Landshövdingen i Västmanlands län begärde att justitiekanslern skulle inleda ett så kallat konventikelmål mot Jonsson. Till grund för sin begäran lade landshövdingen rapporter från länsman och prästerskapet. Justitiekanslern behandlade ärendet tillsammans med övriga anmälningar mot Erik-jansisterna, och Kunglig Majestät (regeringen) beslutade att Olof Jonsson skulle varnas av Uppsala domkapitel. Varningen verkställdes den 27 augusti 1845. Redan den 28 maj 1845 togs saken upp i kyrkorådet i Österunda socken, och Olof Jonsson varnades för att leda olovliga läsarsammankomster samt för att utge sig vara herde.
För att förhindra fortsatt verksamhet tillgrep sockenstämman även passlagarna, och anklagade Olof Jonsson för att ha tagit två passlösa personer till socknen. Sockenstämman beslutade att dessa två skulle fördrivas ”såsom vanfrejdade, gudsförsmädande och orosstiftande”.